# 石澤秀二
石澤 秀二（いしざわ しゅうじ、1930年4月10日 - ）は、演劇評論家、演出家。本名、石澤秀男。

## 来歴
東京都出身。早稲田大学卒、同大学院演劇専攻修士課程修了。雑誌「新劇」編集長を経て、1968年の桐朋学園短期大学演劇専攻創設に参加し、教授。同退職後、青年座文芸部長を経て、日本演出者協会副理事長、国際演劇評論家協会日本センター会長を歴任。2005年「祈りの懸け橋-評伝田中千禾夫」で河竹賞受賞。1974―1981年岸田国士戯曲賞選考委員を務めた。妻は劇作家の石沢富子。石沢秀二とも表記する。
フランス演劇を中心として演劇全般に関して評論活動をおこなう。
舞台芸術財団演劇人会議理事、Beseto演劇祭日本委員会顧問。

## 著書
- 演劇コース 佐貫百合人共著 徳間書店 1963 （リビング･ライブラリー）
- 新劇の誕生 紀伊國屋書店(紀伊国屋新書) 1964
- 祈りの懸け橋 評伝田中千禾夫 白水社 2004.6
- 世界演劇辞典　東京堂出版　2015.11

## 翻訳
- 芝居はどうしてつくられるか フィリップ・ヴァン・ティーゲム 白水社 1961 （文庫クセジュ）
- フランスの前衛劇 ミシェル・コルヴァン 利光哲夫共訳 白水社 1967 （文庫クセジュ）
- 二十万の演劇状況 スーリオ 白水社 1969
- 明日への贈物 ジャン＝ルイ・バロー自伝 新潮社 1975
- 美しき野獣 ジャン・マレー自伝 新潮社 1977.2